# Wheaton Township (Missouri)
Pour les articles homonymes, voir Wheaton Township.
Wheaton Township est un township du comté de Barry dans le Missouri, aux États-Unis,. En 2000, le township comptait une population de 1 138 habitants.

## Source de la traduction
- (en) Cet article est partiellement ou en totalité issu de l’article de Wikipédia en anglais intitulé « Wheaton Township, Barry County, Missouri » (voir la liste des auteurs).